# Carl Ludwig Nietzsche

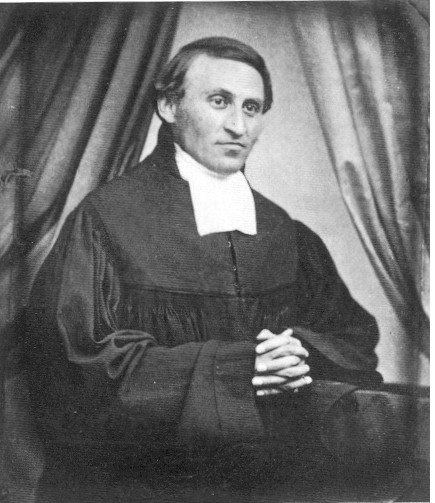
Carl Ludwig Nietzsche

Carl Ludwig Nietzsche (* 10. Oktober 1813 in Eilenburg, Königreich Sachsen; † 30. Juli 1849 in Röcken, Preußische Provinz Sachsen) war ein deutscher lutherischer Pfarrer und der Vater des Philosophen Friedrich Nietzsche.

## Leben
Carl Ludwig Nietzsche wurde 1813 geboren, also im selben Jahr wie Richard Wagner, der spätere Freund und Gönner Friedrich Nietzsches. Seine Mutter Erdmuthe Dorothea, geborene Krause (* 11. Dezember 1778 in Reichenbach im Vogtland, † 3. April 1856 in Naumburg an der Saale), war in erster Ehe mit einem Hofadvokaten Krüger in Weimar verheiratet gewesen, hatte zur Zeit Goethes in Weimar gelebt und dort die Besetzung Weimars durch die Franzosen miterlebt. Sein Vater Friedrich August Ludwig Nietzsche (1756–1826) war zeitweise Pfarrer zu Wohlmirstedt gewesen und dann zum Superintendenten im preußisch-sächsischen Eilenburg aufgestiegen. Aus der ersten Ehe seines Vaters hatte Carl Ludwig sieben Halbgeschwister, von denen eines später in England zu Wohlstand kam und durch sein Erbe den Wohlstand der Familie begründete, dem auch Friedrich Nietzsche noch sein finanzielles Auskommen verdanken sollte. Aus der zweiten Ehe des Vaters hatte Carl Ludwig zwei Schwestern, Auguste und Rosalie, die später als Tanten in der Kindheit Friedrich Nietzsches eine bestimmende Rolle spielten.
Dem Vorbild des Vaters folgend, studierte Carl Ludwig Theologie in Halle und versah anschließend eine Stelle als Erzieher der Prinzessinnen am herzoglichen Hof in Altenburg. 1842 erhielt er auf „allerhöchsten Befehl“ des preußischen Königs Friedrich Wilhelm IV. die Pfarrstelle in dem Dorf Röcken bei Lützen im preußischen Sachsen und bezog das dortige Pfarrhaus, gemeinsam mit seiner Mutter und den beiden unverheirateten Schwestern, von denen Auguste die Führung des Haushaltes übernahm, während sich Rosalie karitativen Tätigkeiten widmete.
In den Jugenderinnerungen, die der Sohn Friedrich als erst Vierzehnjähriger verfasste (Aus meinem Leben, 1858), schildert dieser den Vater in seiner gesellschaftlichen Rolle als Pfarrer von Röcken:
Mein Vater war für diesen Ort und zugleich für die Nachbarsdörfer Michlitz und Bothfeld Prediger. Das vollendete Bild eines Landgeistlichen! Mit Geist und Gemüth begabt, mit allen Tugenden eines Christen geschmückt, lebte er ein stilles, einfaches aber glückliches Leben und wurde von allen, die ihn kannten, geachtet und geliebt. Sein feines Benehmen und heiterer Sinn verschönerte manche Gesellschaften, zu denen er geladen war und machten ihn gleich bei seinem Ersten Erscheinen überall beliebt. Seine Musestunden füllte er mit schöner Wissenschaft und mit Musik aus. Im Klavierspielen hatte er eine bedeutende Fertigkeit, besonders in freien Variiren erlangt.
Bei einem Antrittsbesuch bei seinem Amtsbruder David Ernst Oehler, dem Pfarrer der Nachbargemeinde Pobles, machte Carl Ludwig die Bekanntschaft von dessen jüngster Tochter Franziska, die er an seinem 30. Geburtstag, dem 10. Oktober 1843, als damals Siebzehnjährige heiratete. Franziska Nietzsche hat sich an die erste Begegnung, bei der Carl Ludwig durch Improvisationen auf dem Klavier Eindruck machte, später im Rückblick folgendermaßen erinnert:
Bei fröhlichem Geplauder wurde Kaffee getrunken, sodann der Herr Pastor, uns als Klavierspieler schon bekannt, zu phantasieren animiert, was er an diesem Tage mit besonderer Meisterschaft ausgeführt.
Wenig mehr als ein Jahr nach der Heirat, am 15. Oktober 1844, wurde der älteste Sohn geboren, der auf den Namen Friedrich Wilhelm getauft wurde, weil, wie der Vater Carl Ludwig in seiner Taufrede hervorhob, auch der königliche Wohltäter Friedrich Wilhelm IV. an diesem Tag seinen Geburtstag feierte:
[...] Du gesegneter Monat Oktober, in welchem mir in den verschiedenen Jahren alle die wichtigsten Ereignisse meines Lebens geschehen sind, das, was ich an dem 24ten October heute erlebe, ist doch das Größeste, das Herrlichste – mein Kindlein soll ich taufen!! O seliger Augenblick, o köstliche Feier, o unaussprechlich heiliges Werk sei mir gesegnet im Namen des Herrn! [...] – Und nun, mit unaussprechlichen Gefühlen, mit dem tiefbewegtesten Herzen spreche ich es aus: nun so bringet mir denn dieß mein liebes Kind, daß ich es dem Herrn weihe! Mein Sohn Friedrich Wilhelm, so sollst Du genennet werden auf Erden, zur Erinnerung an meinen königlichen Wohlthäter, an dessen Geburtstag Du geboren wurdest [...]
Den zweijährigen Sohn schilderte der Vater 1846 in einem Brief:
Bruder Fritz ist ein wilder Knabe, den manchmal allein der Papa noch zur Raison bringt, sintemalen von diesem die Ruthe nicht fern ist; allein jetzt hilft ein Anderer mächtiger miterziehen, denn das ist der liebe heilige Christ, welcher auch bei dem kleinen Fritz schon Kopf und Herz ganz eingenommen hat, daß er von nichts Anderem sprechen und hören will als vom ‚heile Kist‘! – Es ist das etwas gar Liebliches.
Allerdings ist durch die Familie überliefert, dass der Vater den Sohn nicht nur mit der „Ruthe“ und Predigten erzog, sondern zur Beruhigung des lebhaften Kindes oft auch zum „Musikmachen“ gerufen wurde und damit bei diesem einen lebenslang unvergesslichen Eindruck hinterließ.
1846 wurde die Tochter Elisabeth geboren, die im Leben ihres Bruders Friedrich und besonders dann als Nachlassverwalterin sowie Gründerin und Leiterin des Nietzsche-Archivs auch für die Nietzsche-Rezeption eine bestimmende und problematische Rolle spielen sollte. 1848 wurde als drittes Kind sein Sohn Karl Ludwig Joseph geboren, der jedoch schon 1850 verstarb.
Im Spätsommer 1848 erkrankte Carl Ludwig Nietzsche an einer schweren Krankheit, der er im Alter von erst 35 Jahren erlag. In der Schilderung von Friedrich Nietzsches Jugenderinnerungen (1858):
Im September 1848 wurde plötzlich mein geliebter Vate[r] [+] krank. Jedoch trösteten wir uns [+] er sich mit baldiger Genesung. Immer wenn wieder ein besserer Tag war, bat er doch ihm wieder predigen und Confirmanden Stunden geben zu lassen. Denn sein thätiger Geist konnte nicht müsig bleiben. Mehrere Aerzte bemühten sich das Wesen der Krankheit zu erkennen, aber vergebens. Da holten wir den berühmten Arzt Opolcer, der sich damals in Leipzig befand, nach Röcken. Dieser vortreffliche Mann erkannte sogleich, wo der Sitz der Krankheit zu suchen wäre. Zu unser aller Erschrecken hielt er es für eine Gehirnserweichung, die zwar noch nicht hoffnungslos, aber dennoch sehr gefahrvoll sei. Ungeheure Schmerzen mußte mein geliebter Vater ertragen, aber die Krankheit wollte sich nicht vermindern sondern sie wuchs von Tag zu Tag. Endlich erlosch sogar sein Augenlicht und in ewigen Dunkel mußte er noch den Rest seiner Leiden erdulten. Bis zum Juli 1849 dauerte noch sein Krankenlager; da nahte der Tag der Erlösung. Den 26 Juli versank er in tiefen Schlummer und nur zuweilen erwachte er. Seine letzten Worte waren: Fränzchen, — Fränzchen — komm — Mutter — höre — höre — Ach Gott! — Dann entschlief er sanft und selig. †††† d. 27 Juli. 1849. (sic) Als ich den Morgen erwachte, hörte ich rings um mich lautes Weinen und Schluchzen. Meine liebe Mutter kamm mit Thränen herein und rief wehklagend: Ach Gott! Mein guter Ludwig ist todt! Obgleich ich noch sehr jung und unerfahren war so hatte ich doch eine Idee vom Tode; der Gedanke, mich immer von den geliebten Vater getrennt zu sehn, ergriff mich und ich weinte bitterlich. Ach Gott! Ich war zum vaterlosen Waisenkind, meine liebe Mutter zur Wittwe geworden! — —
Nietzsche lebte aufgrund dieses Erlebnisses später in der Angst, dass es sich um eine Erbkrankheit handelte und er ein ähnliches Schicksal erleiden müsse. Die „Gehirnserweichung“ des Vaters hat in der Nietzscheforschung unterschiedliche Diagnosen auf sich gezogen, unter anderem als Gehirntumor oder Gehirntuberkulose, und auch über die Möglichkeit einer erblichen Belastung wurde oft spekuliert. Die Familie, besonders Friedrichs Schwester Elisabeth Förster-Nietzsche, behauptete dagegen standfest, dass ein unglücklicher Sturz mit Gehirnerschütterung die Ursache für Erkrankung und Tod des Vaters gewesen sei. Um dieser Version Geltung zu verschaffen und dem Verdacht eines Erbleidens vorzubeugen, fälschte die Schwester in ihrer Ausgabe der Jugenderinnerungen die Darstellung ihres Bruders (an der oben zitierten Stelle „Im September 1848 wurde plötzlich mein geliebter Vater <?>krank“ brannte sie offenbar ein Loch ins Manuskript und gab die Stelle wie folgt wieder: „Im September 1848 wurde plötzlich mein geliebter Vater in Folge eines Sturzes bedeutend krank“) und brachte sie so in Einklang mit ihrer eigenen Version des Hergangs, den sie in ihrer Biographie des Bruders (Das Leben Friedrich Nietzsche's. I, Leipzig 1895, S. 5) folgendermaßen wiedergab:
Ende August 1848 geleitete er [sc. der Vater] am Abend Freunde nach Hause; bei seiner Rückkehr nach dem Pfarrhause kam ihm an der Thür desselben unser kleiner Hund zwischen die Füße, - er stolperte und stürzte rückwärts sieben steinerne Stufen auf das Pflaster des Hofes hinab. Dadurch zog er sich eine Gehirnerschütterung zu, fing an zu kränkeln und starb 11 Monate darauf.
Am 2. August 1849 wurde der Vater in Röcken zu Grabe getragen. In der Schilderung von Aus meinem Leben:
Die Gemeinde hatte das Grab ausmauern lassen. Um 1 Uhr Mittag begann die Feierlichkeit unter vollen Glockengeläute. Oh, nie wird sich der dumpfe Klang derselben aus meinem Ohr verlieren, nie werde ich die düster rauschende Melodie des Liedes “Jesu meine Zuversicht” vergessen! Durch die Hallen der Kirchen braußte Orgelton. Eine große Schar von Verwandten und Bekannten hatte sich eingefunden, fast sämmtliche Pastoren und Lehrer der Umgegend. Herr Pastor Wimmer sprach die Altarrede, H. Supperindent Wilke am Grabe und H. Pastor Oßwalt den Segen. Dann wurde der Sarg hinabgelassen, die dumpfen Worte des Geistlichen erschallten und entrückt war er, der theure Vater allen uns Leidtragenden. Eine gläubige Seele verlohr die Erde, eine schauende empfing der Himmel.
Wenig später erkrankte und verstarb auch der jüngere Bruder Joseph, was Friedrich Nietzsche später in der Weise erzählte, dass er kurz vorher in einem Traum den Vater aus dem Grab steigen und das Kind zu sich holen gesehen habe:
In der damaligen Zeit träumte mir einst, ich hörte in der Kirche Orgelton wie beim Begräbniß. Da ich sah, was die Ursache wäre, erhob sich plötzlich ein Grab und mein Vater im Sterbekleid entsteigt denselben. Er eilt in die Kirche und kommt in kurzen mit einem kleinen Kinde im Arm wieder. Der Grabhügel öffnet sich, er steigt hinein und die Decke sinkt wieder auf die Öffnung. Sogleich schweigt der rauschende Orgelschall und ich erwache.— Denn Tag nach diesen Nacht wird plötzlich Josephchen unwohl, bekommt die Krämpfe und stirbt in Wenig Stunden. Unser Schmerz war ungeheuer. Mein Traum war vollständig in Erfüllung gegangen. Die kleine Leiche wurde auch noch in die Arme des Vaters gelegt.— Bei diesen doppelten Unglück war Gott im Himmel unser einziger Trost und Schutz. Dies geschah Ende Januar 1850.
Friedrich Nietzsche war beim Tod des Vaters knapp fünf Jahre alt, der Anteil des Vaters an der Erziehung und geistigen Entwicklung des Sohnes war also zeitlich sehr begrenzt. In der Nietzscherezeption und -forschung spielt er trotzdem eine gewisse Rolle nicht nur in psychologischen und psychoanalytischen Deutungsversuchen, sondern auch als Repräsentant des protestantischen Milieus pietistischer Ausrichtung, das für Nietzsche auch in seiner späteren Auseinandersetzung mit der christlichen Religion noch prägend blieb.